# Foguete Qassam

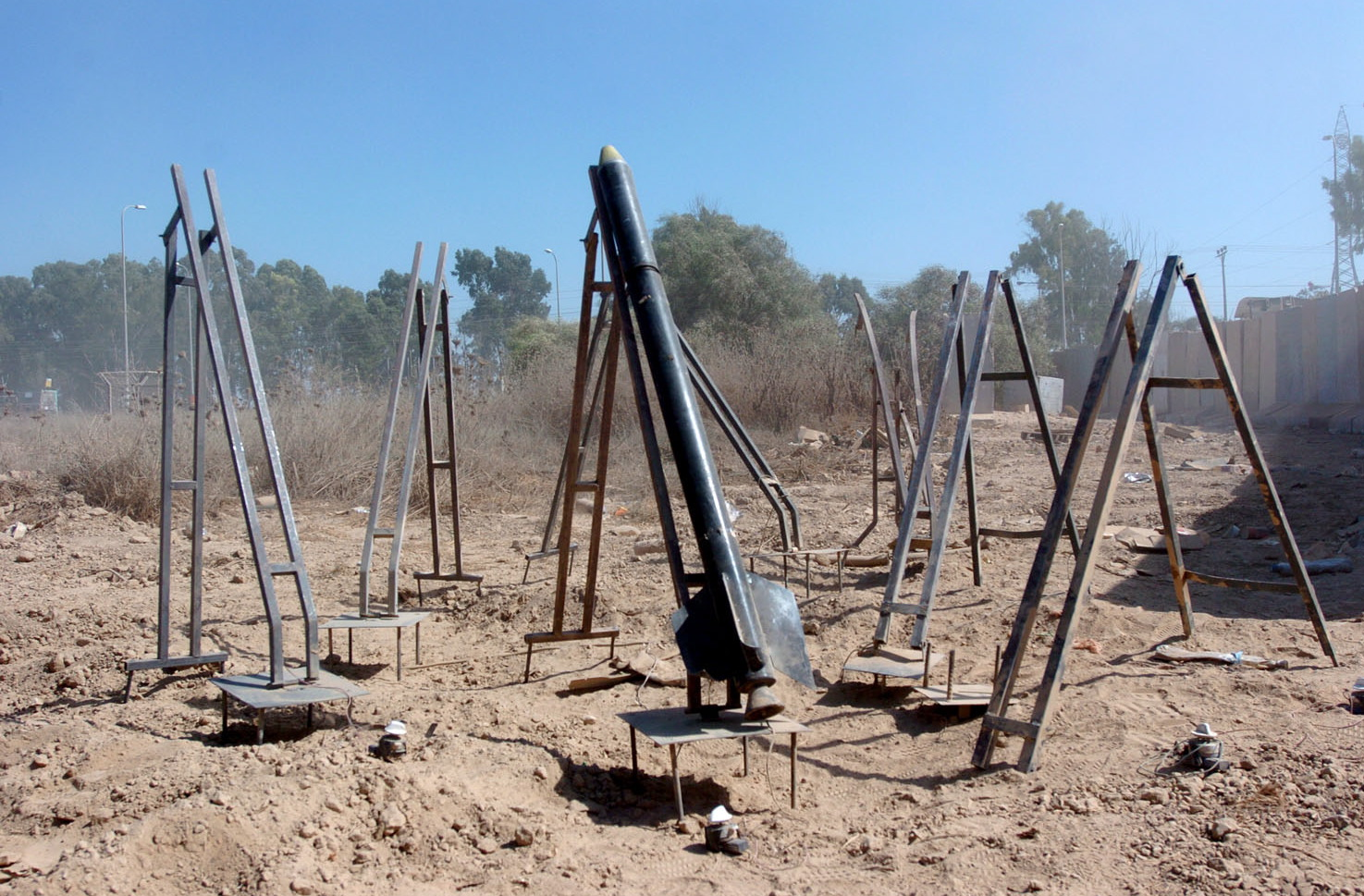
Lançadores Qassam capturados pelos israelenses.

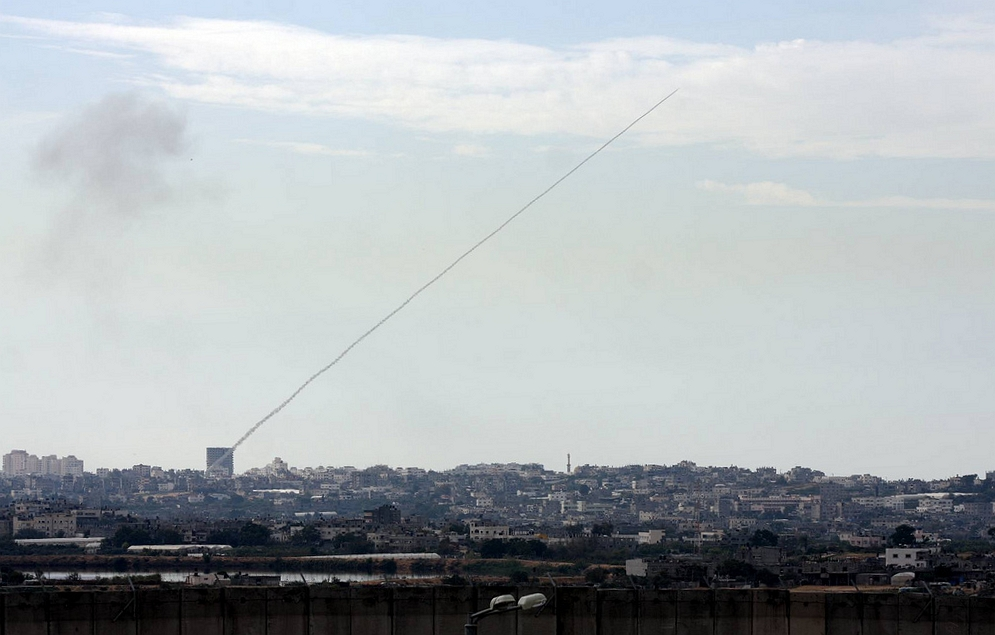
Foguete Kassam lançado da Faixa de Gaza contra Israel em dezembro de 2008.

Qassam ou Kassam é um foguete de fabricação caseira, cheio de explosivos e detritos, visando potencializar o dano colateral. Trata-se de um artefato utilizado essencialmente por organizações armadas da resistência palestina na Faixa de Gaza, principalmente o Hamas e Jihad Islâmica, tendo como alvo o território de Israel. Embora sejam às vezes indevidamente chamados mísseis, não são dotados de sistema de comando, o que não os torna menos perigosos.

## História
O foguete Qassam foi assim denominado em alusão ao braço armado do Hamas, as Brigadas Izz al-Din al-Qassam. Estas, por sua vez, foram assim chamadas em memória de Izz ad-Din al-Qassam - fundador do Mão Negra, grupo guerrilheiro antissionista e antibritânico ativo nos anos 1930, durante o Mandato Britânico na Palestina.
O artefato foi desenvolvido por Nidal Fat'hi Rabah Farahat e produzido sob a orientação de Adnan al-Ghoul, cognominado o "pai dos Qassam", morto pelos israelenses, em outubro de 2004.
Os foguetes Qassam foram empregados pela primeira vez contra alvos civis israelenses em outubro de 2001, mas, na ocasião, dado o seu fraco alcance, todos acabaram caindo dentro do próprio território palestino. A Faixa de Gaza, de onde parte a maior parte desses foguetes, é cercada por um muro. O foguete deve portanto ser concebido de maneira a sobrevoar a barreira e atingir seu objetivo, em Israel.
Somente em 10 de fevereiro de 2002 um deles explodiu em território israelense, pela primeira vez. Sderot, situada perto da Faixa de Gaza, foi a primeira cidade de Israel a ser atingida por esses foguetes, em 5 de março de 2002.
Segundo o Ministério de Relações Exteriores de Israel, em quase sete anos - desde a sua invenção, em 2001, até fevereiro de 2008 - os foguetes Qassam causaram a morte de 14 pessoas  , sendo :
- 2 mortos em 28 de junho de 2004
- 2 mortos em 29 de setembro de 2004
- 1 morto em 15 de janeiro de 2005
- 3 mortos em 7 de junho de 2005
- 1 morto em 14 de julho de 2005
- 1 morto em 15 de novembro de 2006
- 1 morto em 21 de novembro de 2006
- 1 morto em 21 de maio de 2007
- 1 morto em 27 de maio de 2007
- 1 morto em 27 de fevereiro de 2008

## Dados técnicos
Até 2008, três modelos desses foguetes eram conhecidos e fabricados pelo movimento palestino Hamas.
|                      | Qassam 3 | Qassam 2 | Qassam 1 |
| -------------------- | -------- | -------- | -------- |
| Comprimento(cm)      | 200+     | 180      | 79       |
| Diâmetro (cm)        | 17       | 15       | 6        |
| Peso (kg)            | 90       | 32       | 5,5      |
| Carga explosiva (kg) | 10       | 5-7      | 0.5      |
| Alcance máximo (km)  | 10       | 8-10     | 3        |

## Fotos
|  |  |  |